# Saint-Martin-de-Bavel
Saint-Martin-de-Bavel är en kommun i departementet Ain i regionen Auvergne-Rhône-Alpes i östra Frankrike. Kommunen ligger  i kantonen Virieu-le-Grand som ligger i arrondissementet Belley. Kommunens areal är 8,5 km². År 2022 hade Saint-Martin-de-Bavel 431 invånare.

## Befolkningsutveckling
Antalet invånare i kommunen Saint-Martin-de-Bavel
Referens: INSEE